# John Edgar Hoover
John Edgar Hoover (Washington DC, 1 de gener de 1895 – Washington DC, 2 de maig de 1972) fou un advocat estatunidenc, fundador del Federal Bureau of Investigation (FBI) en la seva forma actual i en fou el director des del 10 de maig del 1924, fins a la seva mort el 1972. Hoover fou nomenat director del FBI pel president Calvin Coolidge per reformar i netejar l'oficina, que es considerava un paradís per a la corrupció. Durant el seu mandat, Hoover assolí un poder extraordinari i una inusual autoritat, mentre també es guanyà l'enemistat de diversos adversaris. Fou a causa de Hoover que, a partir del seu mandat, els directors del FBI han tingut limitats els mandats a deu anys.
En els seus últims anys al front de l'FBI i després de la seva mort es va convertir en una figura polèmica en començar a sortir a la llum evidència d'algunes de les seves activitats secretes. Els seus crítics el van acusar d'haver-se extralimitat en les seves funcions. Va utilitzar l'FBI per perseguir i acosar dissidents i activistes polítics durant el maccarthisme, les protestes contra la guerra del Vietnam o el moviment afroamericà pels drets civils, a més d'acumular arxius secrets sobre la vida de nombrosos líders polítics i obtenir proves mitjançant procediments il·legals. En conseqüència, Hoover va acumular un gran poder, prou com per intimidar i amenaçar els vuit presidents amb els quals va conviure durant la seva vida com a director. Diversos presidents van intentar destituir-lo, sense èxit. No obstant això, el seu biògraf Kenneth Ackerman, manté que els arxius secrets de Hoover dels diferents presidents són un mite.
El propi president dels Estats Units, Harry Truman, va acusar Hoover de transformar l'FBI en una policia secreta privada. Truman va declara que «no volem una policia secreta Gestapo. L'FBI està avançant en aquesta direcció. Està intervenint en escàndols sexuals i usant el xantatge (...) J. Edgar Hoover donaria el seu ull dret per aferrar-se al càrrec, i tots els representants i senadors tenen por d'ell». Després de la seva mort, es va limitar el temps màxim que una persona pot exercir el càrrec de director de l'FBI.